# Corien Prins
Jacoba Everina Josine (Corien) Prins (Gorinchem, 7 augustus 1961) is een Nederlandse hoogleraar Recht en Informatisering aan de Universiteit van Tilburg. Per 1 april 2017 werd zij benoemd tot voorzitter van de Wetenschappelijke Raad voor het Regeringsbeleid (WRR). Zij volgde André Knottnerus op en ze is daarmee de eerste vrouw die de functie van voorzitter bekleedt bij de WRR.
Prins heeft vooral expertise op het gebied van de juridische aspecten van informatisering. Zij richt zich op vraagstukken in verband met informatisering, met name de normering en regulering hiervan.

## Biografie
Corien Prins studeerde Slavische Taal & Letterkunde (1980-1984) aan de Universiteit Leiden en vervolgens Rechtsgeleerdheid (1984-1986) aan dezelfde universiteit. In 1991 promoveerde zij bij Hans Franken (co-promotor S. Levitsky, Columbia University), op het proefschrift Computer program protection in the USSR: a new era for socialist copyright law.
In 2023 ontving Prins voor haar werk de Stevinpremie van de Nederlandse Organisatie voor Wetenschappelijk Onderzoek.

## Functies
Prins is sinds 1994 hoogleraar aan en sinds 2013 decaan van Tilburg Law School van de Tilburg University. Zij was tot zomer 2020 voorzitter van de Raad van Toezicht van de Erasmus Universiteit Rotterdam, waartoe ze in juni 2012 was toegetreden. Prins is lid van de selectieadviescommissie van het parket van de Hoge Raad der Nederlanden. In 2009 werd zij lid van de Koninklijke Nederlandse Akademie van Wetenschappen (KNAW). Voorts is Prins lid van het bestuur van de Sociaal Wetenschappelijke Raad (SWR), de Koninklijke Hollandsche Maatschappij der Wetenschappen en de raad van advies van de Goldschmeding Foundation. Verder is zij lid van de hoofdredactie van het Nederlands Juristenblad en van de redactie van Computer Law & Security Report (Elsevier) en Information and Communications Technology Law (Carfax Publishing, UK).
Van 2008 tot 2013 was zij lid van de WRR en schreef onder andere mee aan het WRR-rapport iOverheid (2011) en de verkenning Speelruimte voor transparantere rechtspraak (2013). Tot 2008 was zij voorzitter van het Tilburg Institute of Law, Technology, and Society (TILT). Van 1986 tot 1994 was zij universitair docent in Leiden.

## Publicaties (selectie)
Corien Prins publiceert regelmatig met open access. Enkele voorbeelden van haar publicaties zijn:
- 'De Blockchain: uitdaging voor het recht', NJB 2016/1941, afl. 38, p. 2817.
- 'Digitalisering binnen de rechtspraak: Van KEI naar Big Data' (samen met Karin Aarde), RMThemis 2016/2, p. 62-73.
- 'Heeft U nog de controle over uw auto?', NJB 2015/1674, afl. 33, p. 2269.
- 'Auteursrechtelijke garanties voor Open Access van wetenschap', NJB 2014/78, afl. 2, p. 87.
- 'Zorgplichten en Cybercrime', NJB 2013/948, afl. 18, p. 1185.